# Sudislav Vladimirovič
Sudislav Vladimirovič (in ucraino Судислав Володимирович?; in russo Судислав Владимирович?; in slavo orientale antico Сꙋдиславъ Володимировичъ; Kiev, ... – Kiev, 1063) fu principe di Pskov dal 1014 al 1036.
Imprigionato da suo fratello, Jaroslav I il Saggio, principe di Kiev, intorno al 1035, fu liberato dalla prigione nel 1059 e morì facendosi monaco in un monastero a Kiev.

## Biografia
Ultimogenito di Vladimiro I il Grande, principe di Kiev e di una consorte sconosciuta, Sudislav ricevette in gestione il principato di Pskov da suo padre. Suo fratello, il principe Jaroslav I il Saggio, lo catturò e lo incarcerò intorno al 1035. In quel periodo, Sudislav era rimasto l'unico fratello sopravvissuto di Jaroslav il Saggio e stava provando a garantire la successione per i suoi figli.
Trascorse circa venticinque anni in prigione prima che i suoi tre nipoti, ovvero Izjaslav I di Kiev, Svjatoslav di Černihiv e Vsevolod di Pereyaslav, lo liberassero nel 1059. Secondo la Cronaca degli anni passati, al momento del suo rilascio, Sudislav fu costretto a prestare loro un «giuramento di fedeltà» e a indossare «l'abito monastico». Si trattò di un episodio storico senza precedenti nella Rus' di Kiev, in quanto mai era avvenuto che un membro della dinastia regnante fosse stato costretto farsi monaco così da rinunciare conseguentemente a ogni diritto politico. La successiva volta in cui ebbe luogo un evento simile coincise con il 1204, quando il principe di Volinia costrinse il principe di Kiev Rurik Rostislavič a rinunciare al potere e a farsi monaco.
Sudislav rimase nel monastero di San Giorgio a Kiev fino alla sua morte; avvenuta nel 1063.